# Kenwood Corporation
Kenwood Corporation (株式会社ケンウッド Kabushiki-Gaisha Ken'uddo) là một tập đoàn Nhật Bản hoạt động trong lĩnh vực thiết kế, phát triển hệ thống âm thanh xe hơi, gia đình, và các thiết bị liên lạc hai chiều vô tuyến.

## Lịch sử
Kenwood được thành lập năm 1946 với tên Kasuga Radio Co. Ltd. tại thành phố Komagane, tỉnh Nagano, Nhật Bản, và đổi tên thành Trio Corporation vào năm 1960. Năm 1963, công ty thành lập văn phòng đại diện đầu tiên tại nước ngoài, đặt tại Los Angeles, California, USA.
Vào những năm đầu thập niên 60, các sản phẩm của Trio tập trung vào lĩnh vực liên lạc vô tuyến và được bán dưới thương hiệu Lafayette Radio.
William "Bill" Kasuga, một quản lý thuộc công ty Hoa Kỳ A&A Trading Co., (chuyên nhập khẩu hàng điện tử Nhật Bản) hợp tác với George Aratani và Yoichi Nakase để thành lập một công ty độc quyền nhập khẩu và phân phối các sản phẩm của Trio. Tên công ty hiện nay (Kenwood) được Kasuga nghĩ ra bằng cách ghép "Ken", một cái tên quen thuộc với Nhật Bản và Bắc Mỹ, và "Wood", với ý nghĩa bền bỉ, và cũng liên quan tới Hollywood, California. Thương hiệu này nhanh chóng trở nên phổ biến hơn hẳn Trio, dẫn đến việc Trio mua lại và đổi tên thành Kenwood vào năm 1986. George Aratani là chủ tích đầu tiên của Kenwood Hoa Kỳ, và được kế nhiệm bởi Kasuga. Kenwood sáp nhập với JVC vào năm 2008, trở thành công ty JVC Kenwood.

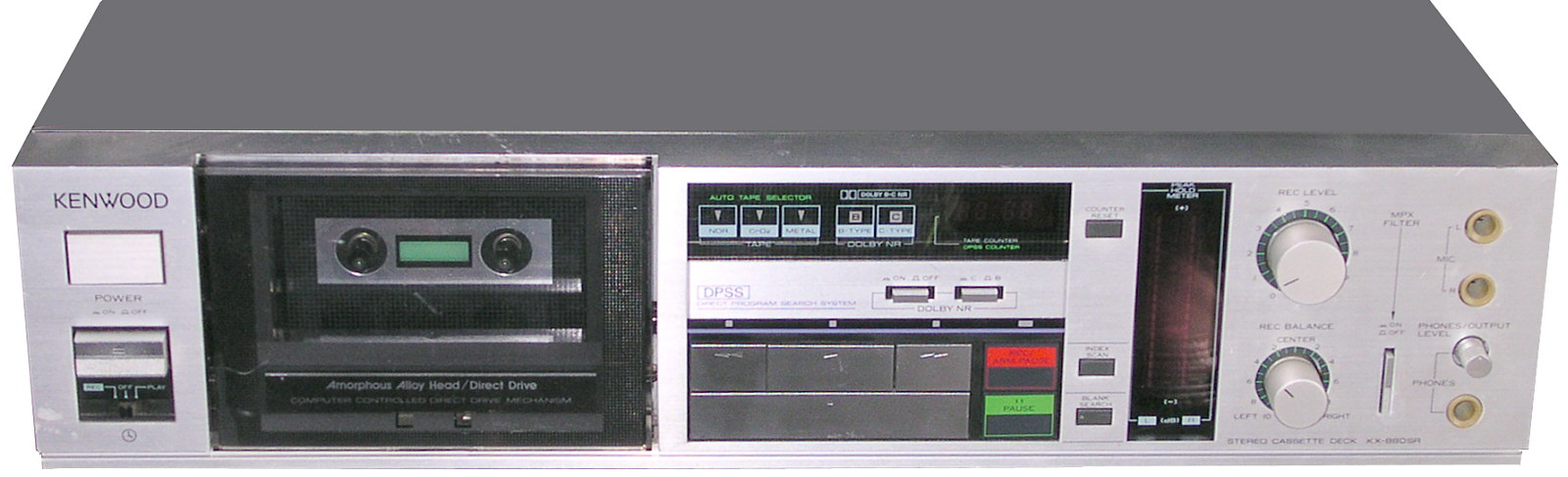
Đầu thu băng cassette XX880SR

Kenwood giới thiệu dòng sản phẩm Sovereign vào năm 2001.
Ngày nay, sản phẩm của công ty chủ yếu tập trung vào các lĩnh vực hệ thống âm thanh gia đình, xe hơi, liên lạc vô tuyến hai chiều, và thiết bị viễn thông kỹ thuật số không dây.
Kenwood là thương hiệu thuộc tập đoàn JVCKENWOOD.

## Sản phẩm

### Thiết bị thu nhận vô tuyến không chuyên
Kenwood sản xuất nhiều dòng sản phẩm thu nhận vô tuyến, bao gồm HF, VHF/UHF, và thiết bị cầm tay phổ thông. Dòng sản phẩm thu phát "TS"  hoạt động trên dãy cao tần HF, từ 1.8 đến 50 MHz.

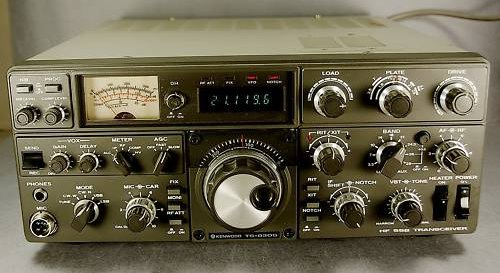
Máy thu phát Kenwood TS-830S

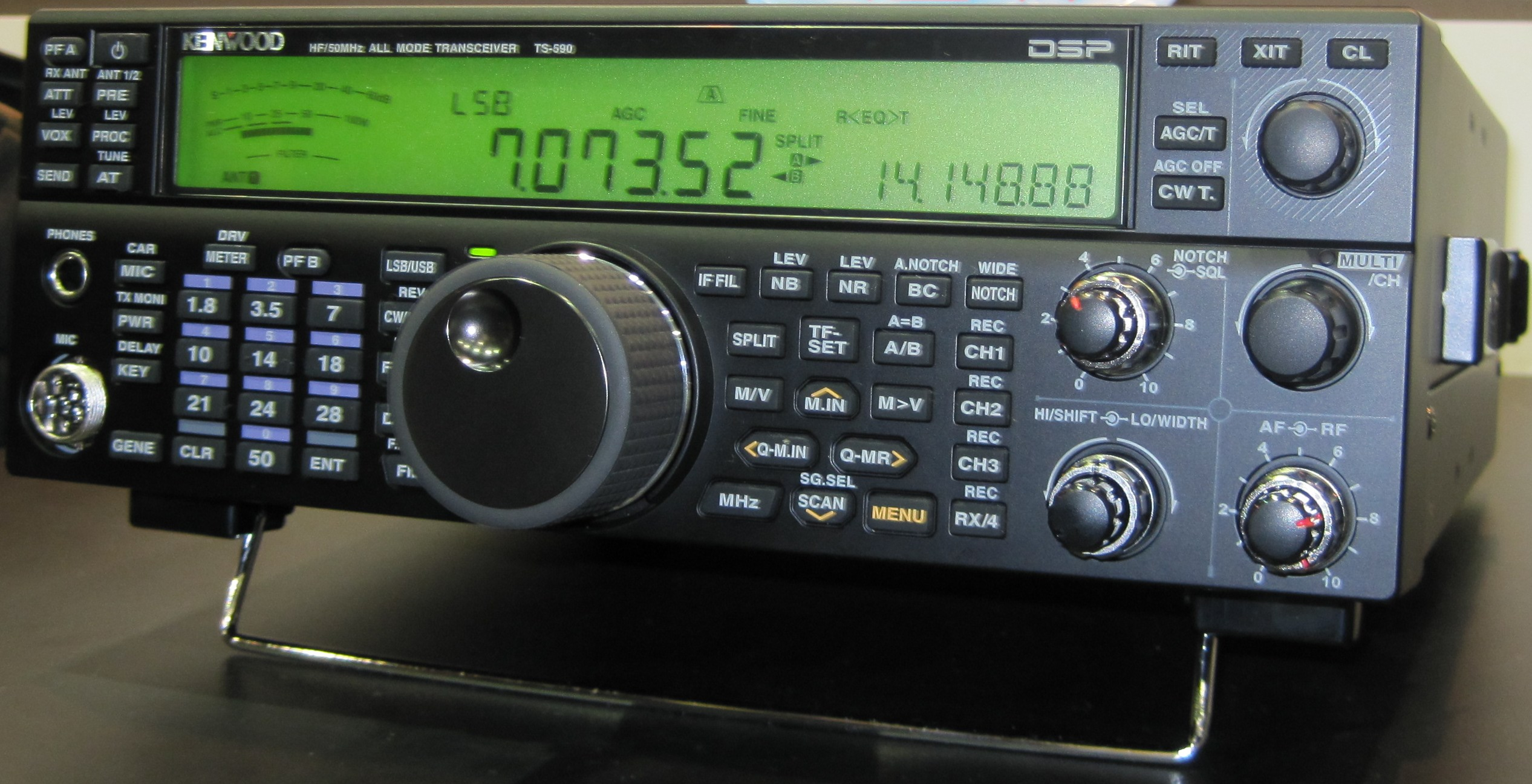
Máy thu phát Kenwood TS-590S

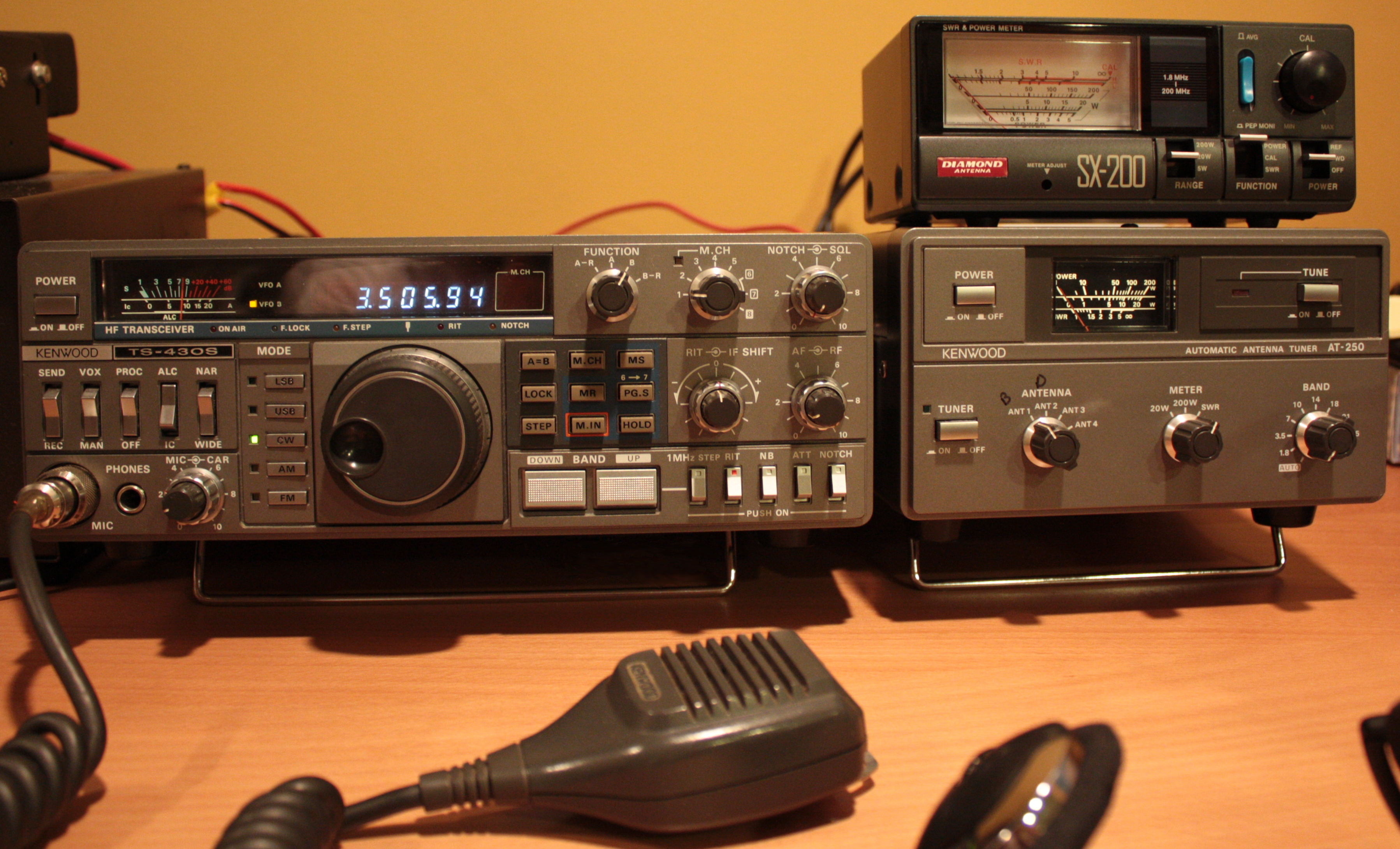
Máy thu phát Kenwood TS-430S HF (trái) và máy dò sóng tự động Kenwood AT-250 (phải)

Ngoài ra còn có các dòng khách như 100, 500, và 2000. Kenwood cũng sản xuất các thiết bị "B" model, cho phép truyền phát mà không có màn hình hiển thị hay phím điều khiểu, mà được điều khiển thông qua máy tính hoặc thiết bị chuyên dụng từ xa.

### Dòng sản phẩm hi-fi KA
Dòng âm-ly tích hợp 2 kênh của Kenwood được giới thiệu lần đầu tiên vào năm 1977 và được sản xuất đến cuối những năm 80.
Các model âm-ly trong trong dòng này bao gồm:
- KA-1000 (11/1980)
- KA-2000
- KA-2002 (09/1970)
- KA-2200 (10/1982)
- KA-7002 (1971)
- KA-7100 (10/1976)
- KA-7300 (10/1975)
- KA-8100 / KA-8150 (06/1977)
- KA-900 (11/1980)
- KA-907 / KA-9900 (10/1978)
- KA-9100 / KA-9150 (1977)
- KA-6100 / (1978/9)[5]

### Hệ thống hi-fi NV
Dòng sản phẩm hi-fi NV được giới thiệu vào năm 2000, với lối thiết kế khá hiện đại vào thời điểm đó. NV-301/701 là hai sản phẩm cao cấp thuộc dòng NV series.

### Hệ thống hi-fi dòng K
Bắt đầu từ năm 1994, Kenwood bắt đầu ra mắt các dòng máy hi-fi nhỏ gọn, bắt đầu với model K's CORE 1000, CORE 7000. Những sản phẩm này hiện nay vẫn còn phổ biến tại Việt Nam, cùng với những model mới hơn như K521/531, K731, vv.

### Các thiết bị liên lạc
Kenwood cũng sản xuất các hệ thống liên lạc vô tuyến hai chiều, bao gồm DECT intercom, PMR446, dPMR446, dPMR, P25, DMR và NXDN. Dòng sản phẩm này có cả các thiết bị cầm tay (ATEX / IECEx), thiết bị khuếch đại, và ứng dụng phần mềm.

## Liên kết
- www.kenwood.com — Kenwood Global
- www.kenwoodcommunications.co.uk —Kenwood Communications UK
- www.jvckenwood.com —JVCKENWOOD Corporation
- Kenwood Transceivers by date of manufacture